# Harold Alexander Houser
Harold Alexander Houser, ameriški admiral, * 31. marec 1897, † 3. september 1981.
Houser je bil kontraadmiral Vojne mornarice ZDA in guverner Ameriške Samoe med 10. septembrom 1945 in 22. aprilom 1947.